# 可靠性 (计算机网络)
在计算机网络中，可靠的协议是一种通信协议。这种协议由接受方通知发送方数据是否成功接收。可靠性是保证的代名词，是国际电联和ATM论坛使用的术语。
可靠的协议通常会比不可靠的协议产生更多的开销，因此，运行速度较慢且可伸缩性较低。对于单播协议，这通常不是问题，但对于可靠的多播协议，则可能成为问题。
传输控制协议（TCP）是Internet上使用的主要协议，是一种可靠的单播协议。 UDP是一种不可靠的协议，通常用于计算机游戏，流媒体或其他由于速度问题而可能会容忍某些数据丢失的场景。
通常，可靠的单播协议也是面向连接的。例如，TCP是面向连接的，虚电路ID由源IP地址和目标IP地址以及端口号组成。但是，某些不可靠的协议是面向连接的，例如异步传输模式和帧中继。此外，某些无连接协议（例如IEEE 802.11）是可靠的。

## 历史
在Donald Davies提出的包交换概念的基础上，ARPANET上的第一个通信协议是一种经由1822接口连接主机的可靠的数据包传送机制。源主机简单地以正确的包格式排列数据，插入目的主机的地址，然后通过接口将消息发送到其连接的接口消息处理器（IMP）。将消息传递到目的主机后，将确认数据传回源主机。如果网络无法传递消息，则IMP会将错误消息发送回源主机。
同时，CYCLADES和ALOHAnet的开发人员证明，有可能在不提供可靠的数据包传输的情况下构建有效的计算机网络。后来，这个研究被以太网的设计者采纳。
如果网络不能保证数据包的传递，则主机有责任通过检测和重新传输丢失的数据包来提供可靠性。随后在ARPANET上的经验表明，网络本身无法可靠地检测到所有数据包传递失败，这在任何情况下都将错误检测的责任推到了发送主机上。这导致了端到端原则的发展，端到端是Internet的基本设计原则之一。 

## 属性
可靠消息传递是在不可靠的基础结构上传递消息的概念，同时能够对消息的成功传输做出某些保证。例如，如果消息已成功传递，则它最多只能传递一次，或者所有成功传递的消息都以特定顺序到达。

## 实现
可靠的传输协议能够建立在不可靠的协议之上。一个非常常见的例子是传输控制协议（TCP）。
WS-ReliableMessaging是实现可靠消息传递的一种协议，它处理SOAP消息的可靠传递。
IEEE 802.11尝试为所有流量提供可靠的服务。如果发送方在预定时间段内未收到ACK帧，则发送方将重新发送帧。